# Phanaeus zapotecus
Phanaeus zapotecus là một loài bọ cánh cứng trong họ Bọ hung (Scarabaeidae).